# Совові
Совові, або справжні сови — родина птахів з ряду совоподібних (Strigiformes).
Поширені на усіх материках світу окрім Антарктиди, деякі відсутні у Австралії. Населяють тундру, тайгу, широколистяні ліси, лісостеп, степ, пустелі та гори. Охоче контактують з людиною, оселяючись у культурному ландшафті. Більшість веде осілий або кочовий спосіб життя, деякі мігрують.
Яйця насиджує самиця, але у деяких також самець. Через два тижні після вилуплення ембріональний пух у пташенят замінюється на мезоптиль — проміжний пір'яний покрив, а після вильоту з гнізда вони вдягають перший річний наряд, зберігаючи махове, стернове та більшість криючого пір'я. Їх догодовують обоє батьків. Поза періодом розмноження ведуть груповий спосіб життя, збираючись у місцях, багатих на корм — гризунів.
Живляться дрібними ссавцями, птахами, земноводними та комахами. Спектр живлення змінюється в залежності від кількості гризунів. Нічні види-мишоїди корисні як знищувачі шкідників сільського господарства.

## Класифікація

### Сучасні роди

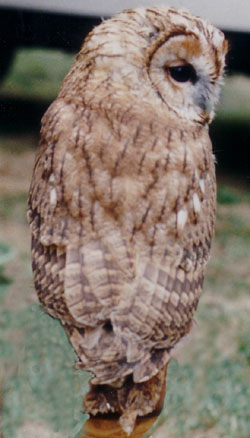

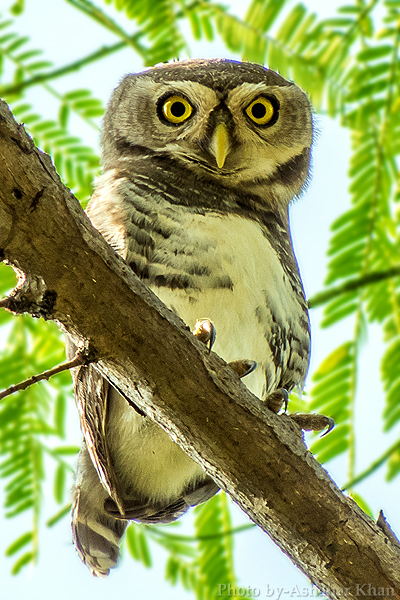

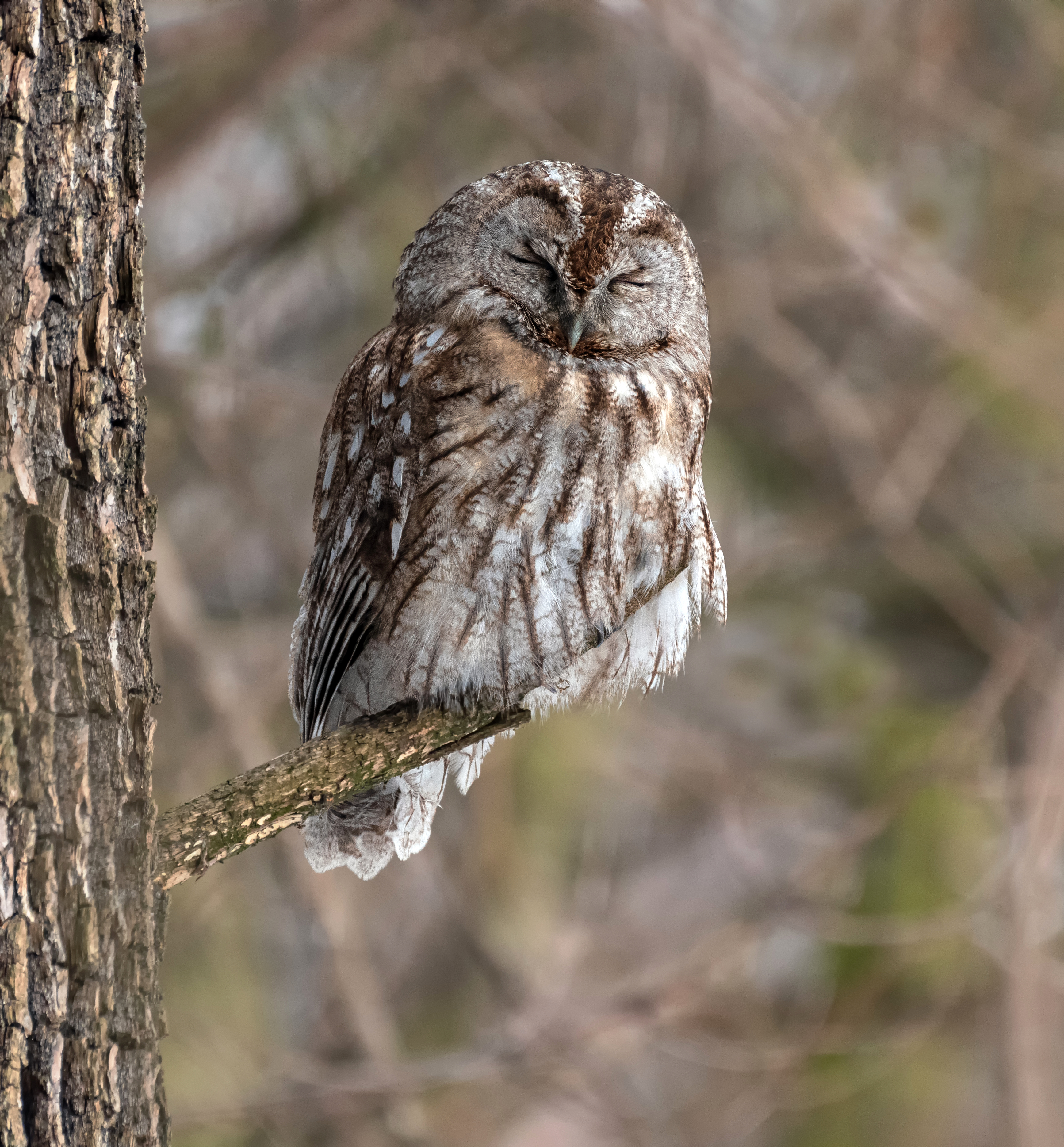

Родина містить 235 сучасних видів у 23 родах:
- Папуанська сова (Uroglaux) — 1 вид
- Сова-голконіг (Ninox) — 37 видів
- Кубинська сплюшка (Margarobyas) — 1 вид
- Taenioptynx — 2 види
- Сичик-ельф (Micrathene) — 1 вид
- Перуанський сичик-ельф (Xenoglaux) — 1 вид
- Волохатий сич (Aegolius) — 5 видів
- Сич (Athene) — 9 видів
- Яструбина сова (Surnia) — 1 вид
- Сичик-горобець (Glaucidium) — 29 видів
- Сплюшка (Otus) — 58 видів
- Сіра сплюшка (Ptilopsis) — 2 види
- Вухата сова (Asio) — 9 видів
- Африканська сова-рогань (Jubula) — 1 вид
- Пугач (Bubo) — 10 видів
- Сова-рибоїд (Scotopelia) — 3 види
- Пугач-рибоїд (Ketupa) — 3 види
- Канадська сплюшка (Psiloscops) — 1 вид
- Пуерто-риканська сплюшка (Gymnasio) — 1 вид
- Megascops — 25 видів
- Неотропічна сова (Pulsatrix) — 3 види
- Сова-рогань (Lophostrix) — 1 вид
- Сова (Strix) — 22 види

### Вимерли в історичний час
- Рід Mascarenotus — Маскаренські сови, вимерли до 1850 року
- Рід Sceloglaux, єдиний вид — сова новозеландська — вимерла у 1914 році

### Викопні сови
- Рід Grallistrix — гавайські сови
  - Grallistrix auceps
  - Grallistrix erdmani
  - Grallistrix geleches
  - Grallistrix orion
- Рід Ornimegalonyx — кубинська велетенська сова
  - Ornimegalonxy oteroi
  - Ornimegalonyx sp.
- Рід Asphaltoglaux
  - Asphaltoglaux cecileae
- Oraristrix
- Mioglaux (олігоцен? — міоцен, Західна Європа)
- Intulula (міоцен, Західна Європа)
- Alasio (міоцен, Франція)

Розміщення невирішене
- «Otus/Strix» wintershofensis — міоцен, Німеччина)
- «Strix» edwardsi — міоцен, Франція
- «Asio» pygmaeus — пліоцен, Одеса, Україна
- Strigidae gen. et sp. indet. UMMP V31030 (пліоцен, Канзас, США) — Strix/Bubo?
- Ібіцська сова, Strigidae gen. et sp. indet. — Плейстоцен, голоцен, Ібіца, Іспанія